# Yann Porzier
Yann Porzier (né le 2 avril 1951) est un personnage atypique français dans les courses de chevaux. D'abord Gentleman rider puis entraineur à la fin des années 1970, sa carrière fut marquée par de multiples rebondissements.
Après de très grands succès à Auteuil notamment avec Marly River.
Il connut une première suspension de licence au milieu des années 1990 l'obligeant à s'exiler au Maroc.
Son retour sur le devant de la scène fut marqué dans le début des années 2000 par les succès de Maia Eria ou encore de Gold Magic.
Seconde descente aux enfers en 2005 lorsqu'il fut soupçonné d'avoir dopé ses pensionnaires.
Le 18 novembre 2009, France Galop décidait de restituer sa licence d'entraîneur, avec une décision de mesure d'encadrement très stricte de son activité.
Silencieux depuis plusieurs mois, l'homme, connu pour son franc-parler, a décidé d'afficher sa volonté de calmer le jeu avec les institutions. Son grand retour sur les champs de courses est pour bientôt.

## Palmarès
- 14 novembre 2004 PRIX RENAUD DU VIVIER (GRANDE COURSE DE HAIES DES 4 ANS) avec Maia Eria
- 24 avril 2004 PRIX AMADOU, Maia Eria
- 2 novembre 2003 PRIX CAMBACERES (GRANDE COURSE DE HAIES DES 3ANS), AUTEUIL Maia Eria